# Páni z Popůvek
Páni z Popůvek byli moravským rodem nižší šlechty, který má původ v Popůvkách nedaleko Brna. 

## Historie rodu
Nejstarším známým členem rodu byl Ješek z Popůvek, zvaný Hrabiše, který v roce 1349 držel majetek ve vsi Komínec, která později zanikla. Dále se uvádí roku 1358, kdy vlastnil část Popůvek.  
Znakem Ješka z Popůvek byl štít s bílým polem a znázorněním řízků vinné révy v hnědé barvě, nad štítem přilba v barvě modré a nad ní další dva řízky vinné révy.
Jeho prapotomek Jan z Popůvek koupil v polovině 15. století tvrz Pozořice s dvorem, 10 lánů a 7 chalup.
Janův syn Hynek z Popůvek na Pozořicích koupil v roce 1493 hrad Holštejn, městečko Holštejn, dvůr před hradem s poplužím, vesnice Ostrov se dvorem a kostelem, Lipovec se dvorem a kostelem, 3 lány v Šošůvce a  pusté vsi Housko, Kulířov a Hamlíkov a polovinu Podomí. Vklad této koupě do Zemských desk byl zanesen až roku 1511. Hynek dále koupil roku 1504 Neustift (dnes ulice Novosady) a Křídlovice (dnes Křídlovická ulice) u Brna, ves Slavíkovice a pustou ves Nezatice (Nežetice). Zemřel roku 1528.
Majetek zdědila jeho dcera Markéta z Popůvek na Pozořicích, která si roku 1531 vzala na své dědictví ve spolek svého manžela Jana z Vidbachu. Ten však ještě v tomtéž roce zemřel a tak se Markéta provdala za Oldřicha Přepického z Rychmberka. Zemřela zakrátko roku 1535. 